# Great Henny
Great Henny – wieś i civil parish w Anglii, w Esseksie, w dystrykcie Braintree. W 2001 civil parish liczyła 126 mieszkańców. Posiada 22 wymienionych budynków. We wsi znajduje się kościół.